# Altoona (Pennsylvania)
Altoona è un comune (city) degli Stati Uniti d'America della contea di Blair nello Stato della Pennsylvania. La popolazione era di 43.963 persone al censimento del 2020.

## Geografia fisica
Secondo lo United States Census Bureau, ha un'area totale di 9,8 mi² (25,38 km²).

## Origini del nome
Il nome della città, Altoona, deriva dalla parola latina altus, che significa "alto".

## Storia
Nota per essere una delle più grandi città ferroviarie, Altoona fu fondata dalla Pennsylvania Railroad (PRR) nel 1849 su un terreno come negozio e officina per le grandi riparazioni. Altoona fu incorporata come borough il 6 febbraio 1854, e come città sotto una legislazione approvata il 3 aprile 1867 e l'8 febbraio 1868.

## Società

### Evoluzione demografica
Secondo il censimento del 2010, c'erano 46.320 persone.

### Etnie e minoranze straniere
Secondo il censimento del 2010, la composizione etnica della città era formata dal 93,8% di bianchi, il 3,3% di afroamericani, lo 0,1% di nativi americani, lo 0,4% di asiatici, e il 2,0% di due o più etnie. Ispanici o latinos di qualunque origine erano l'1,3% della popolazione.